# Larry Bagby
Larry Bagby est un acteur américain né le 7 mars 1974 à Marysville, Californie (États-Unis).

## Biographie
Larry Bagby est né le 7 mars 1974 à Marysville, Californie (États-Unis).
Il a une sœur, Kerri A. Bagby.

## Filmographie

### Cinéma

#### Longs métrages
- 1988 : Invasion Earth: The Aliens Are Here de George Maitland : Tim
- 1993 : Hocus Pocus : Les Trois Sorcières (Hocus Pocus) de Kenny Ortega : Ernie "Ice"
- 1993 : Airborne de Rob S. Bowman : Jimbo
- 2000 : L.I.N.X. de Bryan Bagby : Technician
- 2000 : God's Army (en) de Richard Dutcher : Un policier
- 2001 : Black Friday de Darren Doane (en) : Stevens
- 2003 : Saints and Soldiers de Ryan Little : Soldat Shirl Kendrick
- 2003 : I Will Go and Do de Dennis Agle Jr. et Aaron Edson : Laman
- 2003 : The Trip de Mark Cross : Carl
- 2005 : Walk the Line de James Mangold : Marshall Grant
- 2006 : Pirates of the Great Salt Lake d'E.R. Nelson : Drake
- 2006 : Church Ball de Kurt Hale : Blake Bracken
- 2007 : Believe de Loki Mulholland : Adam Pendon
- 2008 : Toujours plus forts (Forever Strong) de Ryan Little : Coach Cal
- 2010 : L'affaire McClain (The Trial) de Gary Wheeler : Spencer Hightower
- 2011 : Age of the Dragons de Ryan Little : Flask
- 2019 : Out of Liberty de Garrett Batty : James Ford
- 2021 : The Job de Randy J. Goodwin : Le père
- 2024 : Horizon : Une saga américaine, chapitre 1 (Horizon: An American Saga – Chapter 1) de Kevin Costner : Billy Landry / Flagg James

#### Courts métrages
- 2002 : Move d'Antonia March et Jacqueline McKinley : Nate / Jimmy / Dalton
- 2004 : The Butcherer de W. Alex. Mackey III : L'homme étrange
- 2008 : Bluetiful de Pamela Chase : Will
- 2009 : 20% Off de Chris Redish : Jack
- 2013 : T. and Sugar de Jefferson Stein : Red
- 2018 : Lucky Star de Sue Rowe et Moises Lemus : Garrett

### Télévision

#### Séries télévisées
- 1989 : Mr. Belvedere : Ernie
- 1989 : Génération Pub (Thirtysomething) : Bob Stanton
- 1992 : Les Années coup de cœur (The Wonder Years) : Un lycéen
- 1993 : Sauvés par le gong : La Nouvelle Classe (Saved by the Bell: The New Class) : J.T
- 1993 : Getting By : Brad
- 1994 : CBS Schoolbreak Special : Lug
- 1996 : Haute Tension (High Incident) : Un homme
- 1997 : Mariés, deux enfants (Married… with Children) : Clements
- 1997 / 2000 : JAG : Un agent de sécurité / Harry Drax jeune
- 1998 - 1999 : Buffy contre les vampires (Buffy the Vampire Slayer) : Larry
- 2001 : Les Experts (CSI: Crime Scene Investigation) : Hank Dudek
- 2002 : La double vie d'Eddie Mac Dowd (100 Deeds for Eddie McDowd) : McCann
- 2002 : Any Day Now : Un policier
- 2003 : Dragnet : Un policier
- 2003 : Agence Matrix (Threat Matrix) : Un technicien
- 2004 : Malcolm (Malcolm in the Middle) : Aide
- 2005 : Urgences (ER) : Un reporter
- 2006 : Huff : Un policier
- 2008 - 2009 : Les Feux de l'amour (The Young and the Restless) : Frank Ellis
- 2012 : NCIS : Enquêtes spéciales (NCIS) : Craig Wilson
- 2013 : Ray Donovan : Gene
- 2018 : 9-1-1 : Le propriétaire de la station de lavage
- 2019 : Accident, Suicide or Murder : Jeff
- 2021 : Dwight in Shining Armor : Le principal
- 2022 : Alien Abductions with Abby Hornacek : Le shériff

#### Téléfilms
- 1999 : Mutinerie (Mutiny) de Kevin Hooks : Bailiff
- 2005 : Dans ses rêves (Everything You Want) de Ryan Little : Darwin